# اچ‌ای‌تی-پی-۱۱
اچ‌ای‌تی-پی-۱۱ یک ستاره است که در صورت فلکی ماکیان قرار دارد.